# Мошенники (фильм, 1955)
«Мошенничество» (также «Мошенники», итал. Il Bidone) — кинофильм Федерико Феллини, снятый в 1955 году.

## Сюжет
Главные герои — закоренелые мошенники, разъезжающие по стране в поисках наивных и доверчивых людей. Без зазрения совести они забирают последние сбережения у крестьян, копящих деньги на покупку скота, или у жителей трущоб, ожидающих своей очереди на квартиру. Однако стоит им выйти за рамки своего узкого мирка, и им становится очевидной тщета всей этой деятельности, ввергающей их в страх и разбивающей жизнь их близких.

## В ролях
- Бродерик Кроуфорд — Аугусто
- Ричард Бейсхарт — Пикассо
- Джульетта Мазина — Ирис
- Франко Фабрици — Роберто
- Сью Эллен Блейк — Анна
- Ирен Чефаро — Мариза
- Альберто Де Амичис — Ринальдо
- Лорелла Де Лука — Патриция
- Джакомо Габриелли — барон Варгас

## Номинации
- 1955 — Венецианский кинофестиваль
  - Золотой лев — Федерико Феллини